# Ulrike Tillmann
Ulrike Luise Tillmann FRS (12 de desembre de 1962) és una matemàtica especialitzada en topologia algebraica, que ha fet contribucions importants en l'estudi del espai de mòduls de corbes algebraiques. És Professor Titular de Matemàtiques a la Universitat d'Oxford i un adjunta de la Universitat de Merton, Oxford.

## Educació
Tillmann va completar l'abitur (la selectivitat alemanya) al Gymnasium Georgianum de Vreden. Va obtenir un B.A a la Universitat de Brandeis l'any 1985 i un postgrau a la Universitat Stanford l'any 1987. Va començar el doctorat sota la supervisió de Ralph Cohen a la Universitat Stanford, grau que va obtenir l'any 1990. Se li va atorgar la docència l'any 1996 a la Universitat de Bonn.

## Premis i honors
L'any 2004 li va ser atorgada el Premi Whitehead de la Societat de Matemàtiques de Londres.
Va ser elegida membre de la Royal Society l'any 2008 i un membre de la Societat Matemàtica Americana l'any 2013.
Tillmann va ser Conferenciant Emmy Noether de la Societat Matemàtica Alemanya l'any 2009.

## Vida personal
Els pares de Tillmann es deien Ewald i Marie-Luise Tillmann. L'any 1995 es va casar amb Jonathan Morris, amb qui ha tingut tres filles.

## Principals publicacions
- Tillmann, Ulrike Inventiones Mathematicae, 130, 2, 1997, pàg. 257–275. DOI: 10.1007/s002220050184.
- Galatius, Søren; Tillmann, Ulrike; Madsen, Ib; Weiss, Michael Acta Mathematica, 202, 2, 2009, pàg. 195–239. DOI: 10.1007/s11511-009-0036-9.